# آنا گیفمن
آنا گیفمن (انگلیسی: Anna Geifman؛ زادهٔ ۳۱ اکتبر ۱۹۶۲) یک تاریخ‌نگار آمریکایی است. زمینه موضوعات تحقیقی علمی او شامل افراط‌گرایی سیاسی، تروریسم و تاریخ جنبش‌های انقلابی منجمله انقلاب روسیه است.

## زندگی‌نامه
گیفمن در سال ۱۹۶۲ در سن پترزبورگ (اتحاد جماهیر سوسیالیستی شوروی) متولد شد و در سال ۱۹۷۶ به همراه پدر و مادرش به بوستون، ماساچوست مهاجرت کرد. او در سال ۱۹۸۴ از دانشگاه بوستون لیسانس گرفت و دکترای خود را از دانشگاه هاروارد در سال ۱۹۹۰ تحت آموزش پروفسور ریچارد پایپس دریافت کرد. وی استاد تاریخ در دانشگاه بوستون بود، که در آن او در دوره‌هایی برای فارغ التحصیلان و کارشناسی در تاریخ روسیه سلطنتی، اتحاد جماهیر شوروی، تاریخ و روانشناسی و تروریسم معاصر تدریس می‌کرد.
گیفمن در مورد تروریسم بنیادگراها در قرن بیستم و بیست و یکم، با تأکید بر الگوهای روانشناختی خشونت سیاسی از طریق تجزیه و تحلیل تطبیقی و نسبی، تحقیق کرده و می‌نویسد. به عنوان روان‌شناس تاریخی، او بر انگیزه رفتار افراطی و همچنین تأثیر وحشیگری سازمان یافته در زندگی روزمره و شرایط عاطفی غیرنظامیان در مناطق تحت تأثیر تروریسم متمرکز بوده‌است.
او از سال ۲۰۰۷ در اسرائیل زندگی می‌کرد و در دانشگاه برایلان کار می‌کرد.

## موقعیت‌های فکری
گیفمن مقایسه بین گروه‌های تروریستی پیش از انقلاب روسیه و عاملان معاصر خشونت اسلامی را به صورت بحث در مورد تروریسم نگاشته‌است. وی مدعی است که در نقاط مختلف جهان، از جمله خاورمیانه، شبکه غیر متمرکز و غیررسمی سلول‌های رزمی بسیار شباهت به شبکه‌های سازمان‌های تروریستی پیش از انقلاب روسیه دارند که اغلب بدون ارتباط قوی با یکدیگر، ورای این حقیقت که همه در نگرش‌های پوچ‌گرایانه و مخرب خود (و خود ویرانگر) متشابه بودند. گیفمن ایدئولوژی‌های انقلابی را کم‌اهمیت بیان می‌کند، وی نه بر روی مبنای روشنفکری آنان متمرکز است بلکه بر جنبه‌های روانشناختی تروریسم که با مشکلات سختگیرانه در برخورد با بحران‌های هویت در رویارویی با مدرنیته و ماورا مدرنیته متمرکز می‌شود. او همچنین گرایش‌های جنایی را در میان رادیکال‌های روسی و تروریست‌های معاصر در سراسر جهان برجسته می‌کند.
به اعتقاد گیفمن، این ایده که بعهده گرفتن مسئولیت‌های دولتی توسط گروه‌هایی نظیر حماس و حزب‌الله باعث اعتدال و میانه‌روی آن‌ها خواهد شد، یک اشتباه است. درک بهتر از این که نتیجه چگونگی عملکرد نهایی گروه‌هایی که تروریسم را به عنوان یک تاکتیک مورد استفاده قرار می‌دهند، را می‌توان با نگاه به انقلاب اکتبر به دست آورد. او به موازی عملکرد حماس در ساخت نیروهای امنیتی خود و تأسیس بلشویکها و ساخت کاگ‌ب (اولین پلیس مخفی شوروی، پیشقراول KGB) به عنوان نخستین اولویت خود در مورد به دست آوردن قدرت اشاره می‌کند.
به گفته گیفمن، اولین قربانیان حماس، غیرنظامیان فلسطینی هستند، درست همانند اولین قربانیان رژیم بلشویکی، شهروندان هستند. «شما می‌خواهید بدانید که وقتی تروریست‌ها به قدرت می‌رسند چه اتفاقی می‌افتد؟ به محض اینکه تروریست‌ها کنترل دولت را بدست می‌گیرند، شروع به ساختن همان چیزی که قبلاً در خفا می‌کردند، می‌کنند. به بلشویک‌ها نگاه کنید، «قبل از اینکه در سال ۱۹۱۷ به قدرت برسند آنها همان تروریست‌ها بودند.» آن‌ها از تجربه گسترده قبلی خود در استفاده از خشونت برای ایجاد یک دولت بر پایه تروریسم استفاده کردند.»

## کتاب‌ها
- کشتن تئو شالت: تروریسم انقلابی در روسیه، ۱۹۱۷–۱۸۹۴. دانشگاه پرینستون، پرینستون، نیوجرسی، ۱۹۹۳.
- روسیه تحت حکومت آخرین تزار: مخالفت و براندازی، ۱۸۹۴–۱۹۱۷. ویرایش اولیه، با مقدمه و مقاله اهدایی. انتشارات بلکول، آکسفورد، انگلستان، ۱۹۹۹.
- درگیر ترس امور آزوف و انقلاب روسیه. کتاب‌های اس آر، ویلمینگتون، دل ور، ۲۰۰۰.
- خیر، خیر! دین نیهیلیسم، اسلام‌گرایی اسلامی است. لا تیبل رونده، پاریس، ۲۰۰۵.
- فرامین مرگ: پیشروان تروریسم مدرن در روسیه انقلابی. امنیت بین‌المللی پریگار، ۲۰۱۰.